# Художня самодіяльність
Худóжня самоді́яльність — термін радянської фразеології, на позначення офіційної музичної, театральної, хореографічної, поетичної та іншої творчості осіб, що розвивається за законами і принципами радянського суспільства і являє собою навчально-виховний творчий процес трудящих в соціалістичному суспільстві. Мистецтво в СРСР могло мислитись лише офіційно – як професійна "естрада" чи аматорська "художня самодіяльність". Мистецька діяльність поза естрадою чи закладами художньої самодіяльності існувати не могла, і тому це позначалося як «ідеологічна диверсія» або «тунеядство» (дармоїдство). Виступи самодіяльних артистів не могли бути джерелом доходу. Заклади художньої самодіяльності фінансово утримувались державою. Художня самодіяльність – невід'ємна частина естетичного виховання нової соціалістичної людини. Учасники художньої самодіяльності отримували можливість реалізувати свій творчий потенціал. 
Республіканські фестивалі художньої самодіяльності були покликані демонструвати значне ідейно-художнє зростання самодіяльних колективів і виконавців, ідейну зрілість, високу художню майстерність, громадсько-патріотичну та інтернаціональну спрямованість репертуару – характерні риси творчості самодіяльних артистів. Низка колективів художньої самодіяльності перейшли на професійний рівень та виступали за межами СРСР.
Розквіт художньої самодіяльності свідчить про всебічний розвиток радянських людей. Особливе значення художня самодіяльність мала у військових закладах освіти. В.І. Ленін у першу чергу наголошував на новій соціальній природі цього мистецтва, на його відкритому зв'язку з класовою боротьбою пролетаріату, виявом чого є комуністична партійність як провідний принцип соціалістичного мистецтва. Художня самодіяльність з перших років існування Радянської держави зайняла важливе місце в житті країни і народу.
|                                                                                  | Понад 1 1 млн. трудівників міста й села складають армію учасників художньої самодіяльності нашої країни, які разом з професійними митцями роблять вагомий внесок у справу формування художньої культури комунізму. |
| — Питання наукового комунізму, Томи 4 – 6. Вид-во: Київського університету, 1969 | |

Переважну більшість вихованців вузів в СРСР, для активізації ідейно-творчого зростання колективів художньої самодіяльності, як конкурс-огляд художньої самодіяльності охоплював КВН. Станом на 1950 р. у 296 вищих навчальних закладах Міністерством вищої освіти СРСР нараховувалося 3 тисячі гуртків художньої самодіяльності (драматичні гуртки, духові оркестри, оркестри народних інструментів, танцювальні колективи, хори тощо), учасниками яких були 62 тисячі студентів. Існувала навіть табірна художня самодіяльність. Польська дослідниця І. Массака на підставі польської, російської і німецької документальної літератури знайшла чимало паралелей при аналізі способів і цілей використання музики в радянських і німецьких концентраційних таборах.
|                                                  | ЦК КП(б)У вважає ..., що серед письменників і композиторів поширене шкідливе уявлення, ніби твори для художньої самодіяльності не вимагають високих ідейних і художніх якостей. Це відбувається тому, що багато письменників і композитори, мало буваючи на підприємствах, в колгоспах, не знають культурних запитів населення, не цікавляться роботою гуртків художньої самодіяльності» |
| — Радянська Україна. – 1946. – 6 жовт. (стор. 7) | |

Відомий фахівець у галузі семіотики культури Г. Кнабе визначав культуру в СРСР 1960–1970-х рр. як «двоповерхове відображення»: на верхньому поверсі проводилися заходи офіційної влади, на нижньому — народжувалося інакомислення, альтернативні форми мистецтва. (див.: Ленінградський рок-клуб)

За незаконно організовані концерти з клубу виключали і втрата членства переводила музикантів з розряду «самодіяльних артистів» в розряд «ідеологічних диверсантів», «дармоїдів». Вступ в клуб дозволяв грати на сцені Будинку самодіяльності і взагалі спілкуватися, а будь-які інші концерти в той час можна було уявити як підсудну діяльність.

## В УРСР
В УРСР художню самодіяльність очолювало й координувало міністерство культури. Завданням самодіяльності було дати можливість аматорам виявити свої художні здібності та заповнити їхній вільний від праці час. Для того створювали будинки, т. зв. палаци культури та клуби — державні культурно-освітні заклади, які займалися організацією та методичним керівництвом самодіяльності. Палаци культури діяли майже в усіх містах і селах УССР (26 000, з яких 80 % на селах; станом на 1982); вони належали проф. спілкам (зокрема, студентським), підприємствам, сільрадам та радгоспам з колгоспами. За офіційними даними на 1982, в УРСР діяло понад 20 000 аматорських хорів, ансамблів, капел бандуристів, майже 30 000 театральних гуртків. Найкращі самодіяльні колективи отримували звання «народних», а ті, що дорівнювали професійним, — «заслужених». 
Установи самодіяльності займали велику кількість співробітників. Палаци культури організовували концерти, театральні й кіно-вистави, мистецькі виставки, конкурси мистецтв, фестивалі тощо. Будівля палаців культури не велася разом з вишколом фахового персоналу для їх обслуговування, і рівень аматорських гуртків був переважно низький. Тим не менш, самодіяльність дозволяла розвиток та початок навчання численних майбутніх зірок та колективів, зокрема, завдяки забезпеченню їх сучасною апаратурою та навичками сценічної та репетиційної культури. Саме під егідою самодіяльності майже кожне село тримало власну дискотеку (за браком палаців та клубів — просто неба будувалися «танцювальні майданчики»), а більшість заводів — ВІА, що сприяло поширенню сучасних «західних» впливів, та дозволяло напівлегальну діяльність рок- гуртів. Навіть по здобутті незалежності Україною, більшість сіл утримають клуби, а численні гурти мають досвід репетицій по «відомчих» майданчиках.
Діяльності ансамблів і гуртків самодіяльності, та їх теоретичним проблемам було присвячено тижневик «Культура і життя».
Подібну до самодіяльності УССР запроваджено серед українських меншостей в країнах «Східного блоку» під керівництвом місцевих українських культурно-громадських організацій: у Польщі (Українське Суспільно-Культурне Товариство), Чехо-Словаччині (Культурна Спілка Укр. Трудящих) та в Румунії і Югославії.
Загалом по Україні в сільській місцевості при клубах і будинках культури на початку 1950-х рр. діяло 67 тисяч гуртків, якими було охоплено 1 млн. 20 тис. учасників, з них 42,7 тис. гуртків художньої самодіяльності [5, арк. 15].
17 липня 1959 р. ЦК Компартії України прийняв постанову «Про підготовку масових кадрів художньої самодіяльності», згідно якої до 1965 р. планувалось підготувати близько 30-ти тис. керівників гуртків художньої самодіяльності..
Народну творчість (що є стихійною за визначенням) прагнули поставити під цілковитий ідеологічний контроль, і радянські керманичі сподівалися перетворити фольклор на знаряддя обробки масової свідомості; з іншого боку, використати «ідеологічно вивірені» зразки народної творчості для легітимізації своєї влади. Керуючись принципом «народності» в мистецтві (що був ієрархічно другим після «партійності» принципом соцреалізму), влада на словах сакралізувала все «витворене народними масами» і не втомлювалася проголошувати безмежну турботу про розвиток, зокрема, народної пісні. Водночас з'ясувалося, що далеко не всі твори, що є витвором народу, вкладаються в комуністичне русло, наслідком чого стала штучна фольклоризація: кроїлися тексти «неправильних» пісень; з них вилучалися пісень куплети, замінювалися окремі рядки та «одіозні» слова; замовчувалися справжні автори багатьох популярних українських пісень, вони тиражувалися як суто «народні», тобто анонімні (такими
«безавторськими» стали «Ой, біда, біда чайці небозі» I. Мазепи, «Чуєш, брате мій» Б. Лепкого, «Човен хитається...» Р. Купчинського, «Їхав стрілець (козак) на війноньку» М. Гайворонського, адже гетьман І. Мазепа був «зрадником», а автори останніх трьох пісень були воїнами «буржуазно-націоналістичних» Січових Стрільців, отже, не мали права бути авторами таких чудових пісень).
Система художньої самодіяльності ставала потужним каналом штучної фольклоризації, особливо у сільській місцевості, де клуб був чи не єдиним осередком культури. О. Різник наводить такий «неофольклорний» приклад пісні:
|  | ...Ми будуєм наше щастя власними руками, ...I гордиться наш район передовиками. ......Про доярку Погребняк будемо співати, ...Бо давно вже перегнала Сполучені Штати. |

На тлі декларованої підтримки народної творчості спроби реального плекання української музики наштовхувалися на чималу протидію влади. Олесь Шевченко, згадуючи про київський, студентський період життя, говорить: «В університеті Тараса Шевченка все крім української мови і літератури викладали російською мовою. Виник перший самодіяльний студентський хор «Жайворонок», потім хор «Гомін». Співання пісень у хорі стало виявом протесту проти пригнічення української мови, української культури. КДБ саме так і розуміло учасників і симпатиків цих гуртів і брало всіх їх на облік».